# 贺电
贺电（1964年4月18日—），字雨辰，号吉人，斋号琴剑堂、吉风轩、百卷阁，男，汉族，吉林梨树人，原吉林省公安厅党委副书记、常务副厅长（2019年11月11日－2020年7月31日在任），全国公安书法家协会副主席。

## 争议
2020年5月出版《平安经》一书；2020年7月，该书在网络上引发讨论并受到诸多批评，吉林省部分官方媒体和学者、诗人对该书大加吹捧。本人亦因此于29日作深刻检讨，并于31日被免去吉林省公安厅党委副书记、常务副厅长职务。人民出版社表示从未出版《平安经》一书，也从未同意与任何单位联合出版该书。曾大肆吹捧《平安经》并违规安排下属购买、宣传此书的时任吉林省应急管理厅党委书记、厅长霍云成也受到组织调查，并于次年4月被双开。